# نادي الصادق
نادي الصادق الرياضي هو فريق كرة قدم عراقي مقره في قضاء الإمام الصادق محافظة البصرة، يلعب في الدوري العراقي الدرجة الثانية.

## روابط خارجية
- Al-Sadeq SC on Goalzz.com
- أندية العراق - تواريخ التأسيس
- اتحاد أندية البصرة